# Divize B 1997/1998
V soubojích 33. ročníku České divize B 1997/98 se utkalo 16 týmů dvoukolovým systémem podzim–jaro. Tento ročník začal v srpnu 1997 a skončil v červnu 1998. 

## Nové týmy v sezoně 1997/98
Z Divize C sem bylo přeřazeno mužstvo FC Slavoj Kladno.

## Kluby podle přeborů
- Severočeský (9): SK Slovan Varnsdorf, FK Teplice "B", Chemopetrol Litvínov, FK Český lev Neštěmice,  SK Roudnice nad Labem, AC Žatec, FK Tatran Kadaň, FK Libočany, SK Sokol Brozany,
- Středočeský (4): SK Rakovník, SK Kladno, FC Slavoj Kladno, TJ KŽ Králův Dvůr
- Pražský (1): FC Patenidis Motorlet Praha
- Západočeský (2): TJ Karlovy Vary-Dvory, SK VTJ Slavia Karlovy Vary

## Výsledná tabulka
| Poř. | Tým                         | Z  | V  | R  | P  | VG | OG | B  |
| ---- | --------------------------- | -- | -- | -- | -- | -- | -- | -- |
| 1.   | SK Slovan Varnsdorf         | 30 | 15 | 9  | 6  | 56 | 38 | 54 |
| 2.   | TJ Karlovy Vary-Dvory       | 30 | 15 | 6  | 9  | 51 | 38 | 51 |
| 3.   | FK Teplice "B"              | 30 | 14 | 7  | 9  | 40 | 27 | 49 |
| 4.   | Chemopetrol Litvínov        | 30 | 12 | 10 | 8  | 58 | 43 | 46 |
| 5.   | SK Rakovník                 | 30 | 13 | 7  | 10 | 50 | 39 | 46 |
| 6.   | FK Český lev Neštěmice      | 30 | 13 | 6  | 11 | 46 | 44 | 45 |
| 7.   | SK Kladno                   | 30 | 11 | 9  | 10 | 46 | 33 | 42 |
| 8.   | SK Roudnice nad Labem       | 30 | 12 | 6  | 12 | 39 | 42 | 42 |
| 9.   | FC Slavoj Kladno            | 30 | 12 | 5  | 13 | 54 | 51 | 41 |
| 10.  | FC Patenidis Motorlet Praha | 30 | 12 | 5  | 13 | 43 | 43 | 41 |
| 11.  | AC Žatec                    | 30 | 12 | 2  | 16 | 40 | 49 | 38 |
| 12.  | TJ KŽ Králův Dvůr           | 30 | 10 | 8  | 12 | 43 | 53 | 38 |
| 13.  | FK Tatran Kadaň             | 30 | 10 | 5  | 15 | 31 | 40 | 35 |
| 14.  | FK Libočany                 | 30 | 8  | 10 | 12 | 35 | 57 | 34 |
| 15.  | SK Sokol Brozany            | 30 | 9  | 6  | 15 | 42 | 55 | 33 |
| 16.  | SK VTJ Slavia Karlovy Vary  | 30 | 9  | 5  | 16 | 33 | 52 | 32 |

Poznámky:
- Z = Odehrané zápasy; V = Vítězství; R = Remízy; P = Prohry; VG = Vstřelené góly; OG = Obdržené góly; B = Body
- O pořadí klubů se stejným počtem bodů rozhodly vzájemné zápasy.

|  | Postup do ČFL 1998/99                           |
|  | Sestup do příslušného krajského přeboru 1998/99 |